# Argyrophorodes grisealis
Argyrophorodes grisealis là một loài bướm đêm trong họ Crambidae.